# گشت (فومن)
گشت ، روستایی از توابع بخش مرکزی شهرستان فومن در استان گیلان ایران است.
این دهستان در مسیر جاده اصلی فومن به قلعه رودخان (از آثار باستانی شهرستان فومن با قدمت حدود یکهزار سال) قرار دارد و در فاصله پنج کیلومتری شهر فومن واقع می‌باشد.
تقریباً تمامی گردشگرانی که برای دیدن قلعه رودخان و سایر مناطق کوهپایه‌ای در اطراف گشت مانند گشت رودخان به این منطقه سفر می‌کنند از داخل دهستان گشت عبور می‌کنند.
گردشگران عموماً جهت اقامت و تهیه اقلام مورد نیاز از امکانات این دهستان استفاده می‌کنند.

## جمعیت
دهستان گشت مرکزی براساس سرشماری مرکز آمار ایران در سال ۱۳۸۵، جمعیت آن ۱٬۸۶۴ نفر (۴۹۰خانوار) بوده‌است؛ ولی با احتساب محلات تحت پوشش حدوداً جمعیتی بالغ بر ۱۰٫۰۰۰ نفر دارد.